# Patellapis pseudonomioides
Patellapis pseudonomioides là một loài Hymenoptera trong họ Halictidae. Loài này được Pauly mô tả khoa học năm 2001.